# Annette Bjelkevik
Annette Bjelkevik (ur. 12 maja 1978 w Arendal) – norweska łyżwiarka szybka. Jest siostrą również łyżwiarki szybkiej, Hedvig Bjelkevik.
W wieku 27 lat Bjelkevik uczestniczyła w Zimowych Igrzyskach Olimpijskich 2006 w Turynie. Brała wówczas udział w trzech konkurencjach łyżwiarstwa szybkiego, biegu na 1500 m (17. miejsce), biegu na 3000 m (23. miejsce) oraz biegu drużynowym (wraz z Maren Haugli i Hedvig Bjelkevik; 7. miejsce).

## Rekordy życiowe
| Dystans | Czas    | Data              | Miejsce        |
| ------- | ------- | ----------------- | -------------- |
| 500 m   | 40,00   | 12 grudnia 2003   | Salt Lake City |
| 1000 m  | 1.17,74 | 23 stycznia 2005  | Salt Lake City |
| 1500 m  | 1.58,57 | 19 marca 2006     | Calgary        |
| 3000 m  | 4.07,58 | 18 listopada 2005 | Salt Lake City |
| 5000 m  | 7.30,73 | 15 stycznia 2006  | Hamar          |
| Źródło: |         |                   |                |